# Son Flor
Son Flor es un barrio de la ciudad de Palma de Mallorca, Baleares, España.
Se encuentra delimitado por los barrios de Son Serra-La Vileta, Son Anglada, Son Rapiña, Son Cotoner y Son Dameto.
Alcanzaba en el año 2007 la cifra de 1.067 habitantes.
- Datos: Q5132090